# AFO Hattem
AFO Hattem is een voormalig Nederlands elektrotechnisch bedrijf.
In 1936 werd in Zwolle de "Apparaten Fabriek Overijssel" (A.F.O.) opgericht. Initiatiefnemer was ingenieur J.C. Keller (1899-1977), directeur van de Waterleiding Maatschappij 'Overijssel' N.V. (WMO). Aanvankelijk was dit bedrijf ook de grootste opdrachtgever voor AFO. Tijdens de Tweede Wereldoorlog werd AFO zelfs door het waterleidingbedrijf overgenomen om te voorkomen dat werknemers voor de "Arbeitseinsatz" in nazi-Duitsland te werk werden gezet. Na de oorlog zette de fabriek zijn werkzaamheden weer zelfstandig voort.
Nadat de bedrijfshal in 1948 door brand gedeeltelijk werd verwoest, werd in 1949 onder dezelfde naam in Hattem een nieuwe, grotere fabriek geopend. Hier ontwikkelde en fabriceerde men onder andere schakelapparatuur voor de Nederlandse defensie. In 1962 werd AFO genomen door Smit-Nijmegen Groep en zeven later, in 1969, ging het op in het Holec-concern. In 1971 nam Heemaf een gedeelte van de productiefaciliteit van AFO over. In 1979 veranderde de naam AFO in Holec Control Systems (HCS) en verhuisde het bedrijf naar Apeldoorn. Met de ondergang van Holec eind jaren 1980, en het faillissement begin jaren 1990 verdween definifief ook HCS, het laatste overgebleven onderdeel van AFO.